# Nikołaj Iliew
Nikołaj Iliew (ur. 31 marca 1964 roku w Zasztitniku), bułgarski piłkarz występujący na pozycji obrońcy. Jest wychowankiem Lewskiego Sofia, gdzie w latach 80. zdobył trzy tytuły mistrza kraju, dwa Puchary Bułgarii oraz dotarł do ćwierćfinału Pucharu Zdobywców Pucharów. Ponadto w 1987 roku został wybrany na najlepszego piłkarza Bułgarii. Później grał we włoskiej Bolonii, z którą awansował do Serie A, niemieckiej Hercie BSC oraz francuskim Stade Rennais. Z reprezentacją Bułgarii, w której barwach rozegrał 54 mecze, doszedł - jako rezerwowy - do półfinału Mundialu 1994.

## Sukcesy piłkarskie
- mistrzostwo Bułgarii 1984, 1985, 1988 i 1993, Puchar Bułgarii 1984 i 1986 oraz ćwierćfinał Pucharu Zdobywców Pucharów 1986-87 z Lewskim Sofia
- awans do Serie A w sezonie 1989–1990 z Bolonią
- Piłkarz roku 1987 w Bułgarii.

W reprezentacji Bułgarii od 1986 do 1994 roku rozegrał 54 mecze i strzelił 5 goli - IV miejsce na Mundialu 1994 (jako rezerwowy).